# 百萬個理由
《百萬個理由》是美国歌手Lady Gaga的一首歌曲，收录于其第5张录音室专辑《Joanne》中。歌曲原本作为专辑的宣传单曲发行，于2016年10月5日转为正式单曲发行。歌曲是一首流行歌曲，其曲风受到乡村风格影响。歌曲的歌词描述了恋爱的“心碎与希望”。
《百萬個理由》於2017超級盃表演後，成為Gaga在美國的第14首Billboard Hot 100十強單曲（最高排名為4，在榜共計20周）並於2017年10月24日獲RIAA認證為白金單曲。